# 신뎬구

신뎬구의 위치

신뎬구(한국어: 신점구, 중국어: 新店區, 병음: Xīndiàn Qū)는 중화민국 신베이시의 구이다. 타이베이시의 중심지로 향하는 통근 인구가 많은 베드타운이다. 넓이는 120.2255km2이고, 인구는 2022년 5월 기준으로 294,966명이다.

## 지리
타이베이 분지의 남쪽에 위치하고 남고북저의 지형을 가진다. 신베이시의 남쪽에 위치하고 북쪽으로 타이베이시 원산구, 동쪽으로 스딩구, 남쪽으로 우라이구, 서쪽으로 싼샤구, 북서쪽으로 투청구, 중허구와 접한다.

## 역사
신뎬이라는 명칭은 청의 건륭 연간으로 거슬러 올라간다. 당시 복건성 천주로부터 이주한 사람들이 벽담의 동안에 오두막을 짓고 잡화의 판매와 원주민과의 물품 교환에 종사하고 있었다. 정식적 명칭이 존재하지 않았기 때문에, 주위가 아무것도 없는 황량한 토지에 만들어진 가게라는 뜻으로 신점(新店)이라고 불렸고 그것이 지역명으로 발전했다.
또 예전부터 상점이 존재하고 있었지만 도광 연간에 토석류로 괴멸되어, 그 후 재건한 것에서 신점으로 부르게 되었다는 설도 있다.

## 같이 보기
- 신베이시